# تشونغ ساي هو
تشونغ ساي هو (27 أغسطس 1975 - 22 أبريل 2011)، لاعب كرة قدم هونغ كونغي. كان يلعب في نادي هابي فالي، وأيضًا مع منتخب هونغ كونغ لكرة القدم.

## روابط خارجية
- تشونغ ساي هو على موقع الاتحاد الدولي (مؤرشف)  (الإنجليزية)
- تشونغ ساي هو على موقع قاعدة بيانات كرة القدم.إي يو (الإنجليزية)
- تشونغ ساي هو على موقع ناشيونال فوتبول تيمز (الإنجليزية)